# Ulochlaena hirta
Ulochlaena hirta är en fjärilsart som beskrevs av Jacob Hübner 1827. Ulochlaena hirta ingår i släktet Ulochlaena och familjen nattflyn. Inga underarter finns listade i Catalogue of Life.